# Referendo sobre acordo de disputa fronteiriça na Eslovênia em 2010
O referendo esloveno sobre acordo de disputa fronteiriça com a Croácia em 2010 foi realizado em 6 de junho. Tratou-se de uma votação sobre um acordo de arbitragem internacional para resolver a disputa fronteiriça com a Croácia, a qual pode tirar o acesso direto esloveno ao mar. A rejeição do documento poderia comprometer as ambições croatas de adesão à União Europeia, podendo ter de fazê-la adiar o objetivo de aderir ao bloco em 2012. Cerca de 1,7 milhões de eslovenos estavam convocados a votar.

## Resultados
O pleito terminou com um total de 371.848 votos (51,5% do total) a favor do "sim" e 349.595 (48,5%) a favor do "não". Nulos somaram 5.544 (0,76%).